# Balistický koeficient
Balistický koeficient je údaj vyjadřující schopnost střely překonávat odpor vzduchu. Používá se při balistických výpočtech. Označuje se BC.

## Závislosti
Schopnost střely překonávat odpor vzduchu závisí na více veličinách. Patří k nim především následující vlastnosti střely:
- hmotnost,
- tvar,
- velikost a
- momentální rychlost.

Navíc tuto schopnost ovlivňují aktuální vlastnosti prostředí (obvykle vzduchu) ve kterém se střela pohybuje.
Významnými faktory jsou aktuální hodnoty vzduchu jako je:
- hustota,
- vlhkost a
- teplota.

## Praktické použití
Použitím balistického koeficientu zahrnujeme do balistického výpočtu informace o konkrétní střele. Tedy do výpočtu už je tím zahrnuta ráže, tvar a hmotnost střely.
Pro balistický koeficient je důležitá informace jak byl určen, protože zahrnuje i konkrétní vlastnosti prostředí, kterým je obvykle vzduch. Odpor prostředí se výrazně mění s konkrétní rychlostí střely. Vztah odporu a aktuální rychlosti je možné vyjádřit funkcí. Pro výpočty je důležitá informace jaká funkce popisující tento vztah byla použita.
S uvedenými informacemi a korekcí na aktuální podmínky - tedy skutečný tlak a teplota vzduchu a gravitační zrychlení v daném místě umožní pro ruční zbraně dostatečně přesný výpočet balistické křivky.
Při výpočtech pro zbraně s velkými dostřely se zahrnují i další vlivy. Jde například o Coriolisovu sílu, derivaci střely a další.

## Variace hodnot balistického koeficientu
Hodnoty balistického koeficientu udávané pro stejný projektil se mohou lišit. Je to důsledkem toho, že hodnota záleží na vlastnostech (například hustotě) vzduchu a také na tom, při jakých rychlostech byl balistický koeficient stanovován.
Ve skutečnosti se balistický koeficient mění během letu projektilu. Udávaná hodnota je průměr pro jednotlivé režimy rychlosti. Pro přesné použití koeficientu je důležité nejen jeho hodnota, ale i podmínky ve kterých a metodika jak byl balistický koeficient stanovován.